# Teuchelbach
Der Teuchelbach, auch Stadtgraben oder Mühlbach, ist ein Fluss in Mecklenburg-Vorpommern. Er entspringt bei Reimershagen und fließt von dort in nördlicher Richtung durch die Ortschaften Bellin und Kirch Rosin mit dem Kirch Rosiner See. Dort ändert er seinen Namen und fließt als Mühlbach oder Mühlenbach durch Mühl Rosin, wo er eine Mühle antrieb, in den Inselsee. Von dem nördlichen Ende des Inselsees fließt er weiter nach Güstrow, wechselt dort abermals seinen Namen in Stadtgraben und umfließt die Altstadt und den Schlossgarten. Er war früher ein Teil der Güstrower Stadtbefestigung. Im Rosengarten mündet er dann in die Nebel.
Bis ins 14. Jahrhundert floss der Teuchelbach in Kirch Rosin direkt in die Nebel. Etwa um 1320 wurde der Graben zwischen dem Kirch Rosiner See und dem Inselsee angelegt. Im Jahr 2012 wurde die ursprüngliche Anbindung zur Nebel wiederhergestellt.
Auf dem Stadtgraben findet alljährlich das Güstrower Entenrennen statt.
Der Teuchelbach und sein Umfeld sind Bestandteil des FFH-Gebietes Nebeltal mit Zuflüssen, verbundenen Seen und angrenzenden Wäldern.